# Холмогор'є (Міське поселення Правдинське)
Холмого́р'є (рос. Холмогорье), до 1950 року — Кіпіттен (нім. Kipitten) — селище в Правдинському районі Калінінградської області Російської Федерації. Входить до складу Правдинського міського поселення.

## Історія
Поселення засноване 1354 року, як Кебот. До 1785 року назва трансформувалась у Кіпіттен. У 1950 році селище перейменоване в Холмогор'є.